# Karnevál (Bëlga-album)
A Karnevál című album a Bëlga nevű alternatív együttes 15. stúdióalbuma,  mely eredetileg 2021. május 28-án jelent meg CD lemezen, és limitált kiadású színes kazettákon, melyek hat különböző színben jelentek meg, viszontlag kevés példányszámban.  Az album a 2022-es Record Store Day alkalmából 2022. április 23-án megjelent limitált 300 példányos dupla bakelit formátumban is 180 grammos lemezeken, melyet már a Record Store Day  napján elkapkodtak a vásárlók. 
A kortársonline.hu oldal szerint az immár több mint 20 éves együttes legfrissebb albuma hosszú idők óta a legjobb anyag a csapattól, mely szándékosa eklektikus zenei hatások mentén olyan szövegeket tartalmaz, melyek már régen szóltak ennyire konkrétan az aktuálisan körülvevő társadalomról. 

## Számlista
| 1. | Lakógyűlés | Bauxit, Még5, Tokyo | 4:25 |
| 2. | Bélabál    | Bauxit, Még5, Tokyo | 5:00 |
| 3. | Mutyi      | Bauxit, Még5, Tokyo | 3:54 |
| 4. | Árak       | Bauxit, Még5, Tokyo | 5:30 |

| 1. | Össznépi Trepni          | Bauxit, Még5, Tokyo | 4:12 |
| 2. | Bosszúálló Volt Az Apám. | Bauxit, Még5, Tokyo | 1:38 |
| 3. | Maria Morcos             | Bauxit, Még5, Tokyo | 4:00 |
| 4. | Jenő 2                   | Bauxit, Még5, Tokyo | 3:49 |
| 5. | Babonák                  | Bauxit, Még5, Tokyo | 3:39 |

| 1. | Pontyfénykép           | Bauxit, Még5, Tokyo | 3:58 |
| 2. | Gérvágó                | Bauxit, Még5, Tokyo | 5:02 |
| 3. | Jogod Van              | Bauxit, Még5, Tokyo | 4:27 |
| 4. | Összeesküvés Gyakorlat | Bauxit, Még5, Tokyo | 3:13 |

| 1. | Búbánatos           | Bauxit, Még5, Tokyo | 3:55 |
| 2. | Nézni Kéne A Tévét! | Bauxit, Még5, Tokyo | 4:02 |
| 3. | Fater Blues         | Bauxit, Még5, Tokyo | 3:50 |
| 4. | Bulihatalom         | Bauxit, Még5, Tokyo | 4:09 |

## Közreműködő előadók
- Kiss Erzsi: refrén / Össznépi Trepni
- MC Fedora: vokál / Bélabál / Mutyi / Gérvágó / Összeesküvés gyakorlat
- Argyelán Krisztina: felvezetés és szakértés / Babonák
- Herczeg Szonja: a spanyol lány / Maria Morcos
- Krúbi: szöveg / Össznépi Trepni
- Dé:Nash / szöveg / Össznépi Trepni
- Busa Pista: szöveg / Pontyfénykép
- Margit Ádám: beatbox / Babonák
- Szolnoki-Kovács Péter: felvezető / Jenő 2
- Takács Jappán Zoltán: zene / Bosszúálló volt az apám
- Artwork – Lehel Kovacs
- Mixed By, Mastered By – Adam Whittaker (minden dal)
- Producer – Titusz